# エリック・ピックルズ

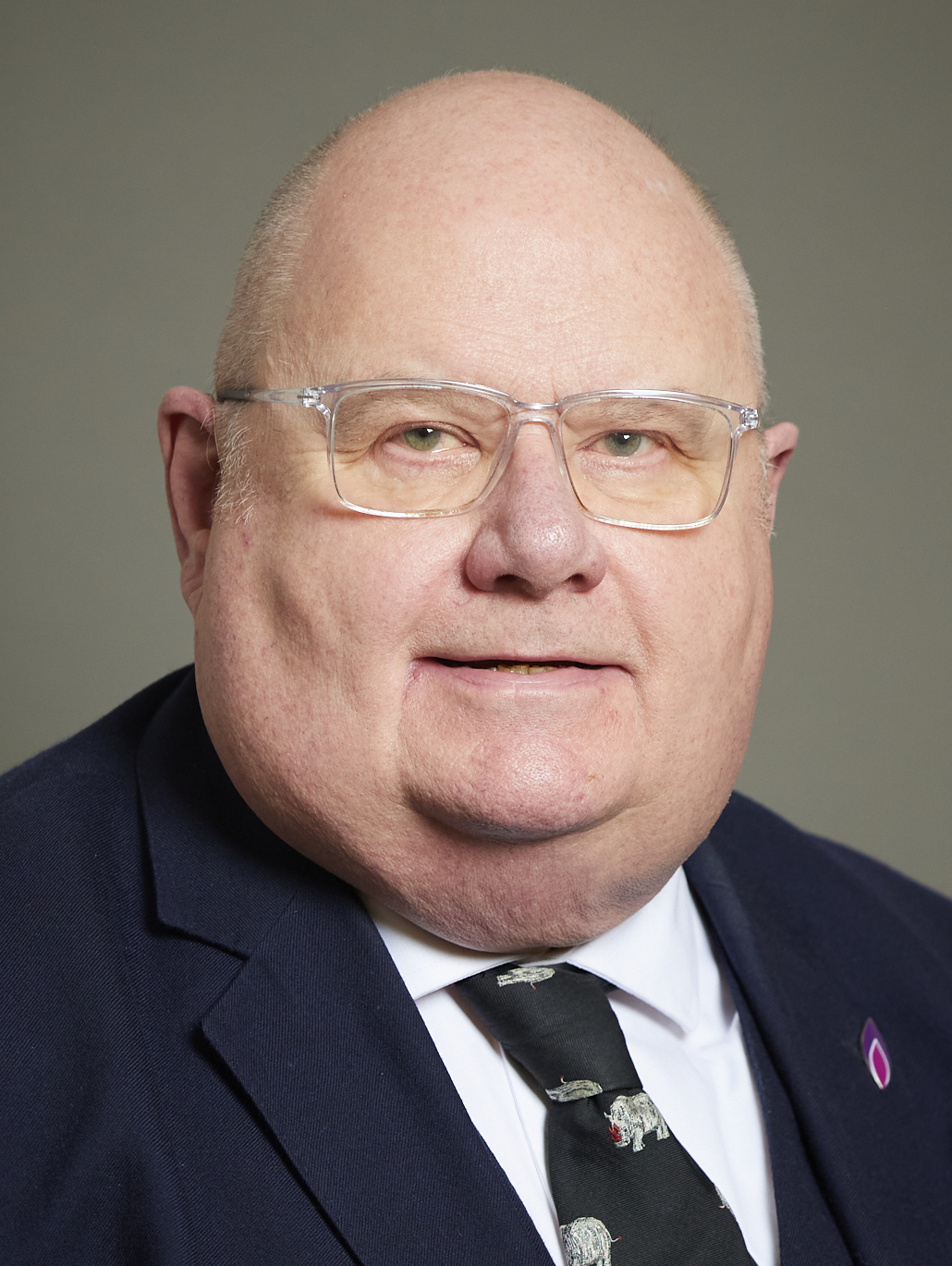
エリック・ピックルズ

エリック・ピックルズ（1952年4月20日 - ）は、イギリスの政治家。第一次キャメロン内閣でコミュニティー・地方政府担当大臣を務めた。
イギリスの人気番組『トップ・ギア』の中で名前だけ登場し、ふくよかな体型をネタにされていた（ジェレミー・クラークソンとリチャード・ハモンドに指に目と口を描いて「マイ・エリック」ができるとからかわれた）。